# Chasong
Chasong es un condado de Corea del Norte, ubicado en la provincia de Chagang. Está localizado en las coordenadas 41°27′39″N 126°38′29″E / 41.4608, 126.6414.
Está situado inmediatamente al sur de la frontera con China y cuenta con una población de 8317 habitantes, aproximadamente, a lo largo de sus 7 kilómetros de extensión. La altitud máxima que alcanza el territorio es de 389 metros. Se encuentra cerca de las ciudades de Haengjangp'yong y Umnae-dong.